# Stylapterus candolleanus
Stylapterus candolleanus är en tvåhjärtbladig växtart som först beskrevs av Stephens, och fick sitt nu gällande namn av R. Dahlgr.. Stylapterus candolleanus ingår i släktet Stylapterus och familjen Penaeaceae. Inga underarter finns listade i Catalogue of Life.